# Gian Maria Cervo
Gian Maria Cervo (Napoli, 18 dicembre 1970) è un drammaturgo, traduttore, direttore artistico e curatore italiano.
La sua piece L'uomo più crudele è stata rappresentata nel 2006 al Piccolo Teatro di Milano per il festival Tramedautore, al Teatro Eliseo di Roma e al festival Quartieri dell'arte di Viterbo e nel 2007 al Kasino del Burgtheater di Vienna. Dall'opera è stata tratta l'omonima graphic novel (pubblicata nel 2011 da Editoria & Spettacolo) con disegni di Enrico D'Elia. Nuovi allestimenti dell'opera si sono avuti nell'aprile 2017 presso il Teatro Reale di Zetski Dom (The Cruelest Man) e di nuovo nell'aprile e nel settembre 2019 al Palazzo Orsini di Bomarzo in una collaborazione tra la KHIO di Oslo e tre compagnie italiane.
La sua serie teatrale Il tempo libero ha debuttato allo Schauspiel Essen per il festival Melez nel 2008. La sua riscrittura di La locandiera di Carlo Goldoni, Il ragazzo con l'albergo, è stata messa in scena al Superstudio + di Milano da David Warren, uno dei registi della serie tv americana Desperate Housewives.
Il suo testo Call Me God, scritto in collaborazione con Marius von Mayenburg, Albert Ostermaier e Rafael Spregelburd, è stato rappresentato in prima mondiale al Teatro Argentina di Roma nel novembre 2012 con la regia di Marius von Mayenburg, una coproduzione tra il Residenz Theater di Monaco di Baviera, il Teatro di Roma, il Festival "Quartieri dell'Arte" e il Romaeuropa Festival.
La sua commedia FREETIME scritta con i Fratelli Presnyakov, dopo una mise en espace in inglese all'Oslo International Acting Festival nel giugno 2018 , ha avuto la sua prima mondiale al Teatro Stalla Matteo Latino di Mattinata (FG) nel novembre 2019 con la regia di Pierpaolo Sepe 
La sua opera Narcissus scritta in collaborazione con James Bidgood, Michel Marc Bouchard, Chris Goode, Antonio Ianniello, Alberto Bassetti e Anna Romano ha debuttato in un primo allestimento al MACRO di Roma nel maggio 2019 e poi in versione definitiva a Genova nel novembre 2019 scatenando un dibattito molto acceso.
Nella stagione 2001-2002 è stato Hausautor (autore residente) della Deutsches Schauspielhaus di Amburgo, con Roland Schimmelpfennig e Dejan Dukovski. Dal 1997 è direttore artistico di Quartieri dell'arte (QdA), festival internazionale di teatro a Viterbo.
È stato docente di drammaturgia e sceneggiatura presso il  Centro Sperimentale di Cinematografia di Roma.

## Opere
- Penetrazioni (1995)
- Del mio globo distratto (1998)
- Nihil (trilogia di atti unici brevi 1999-2002)
- Fantomas a Roma (2004)
- Antigone-mdf (2005)
- V (2005)
- VI (2006)
- L'uomo più crudele (2006)
- Il ragazzo con l'albergo (da Goldoni, 2007)
- Il tempo libero (serie teatrale, 2008-2011)
- Tra il naso e il cielo (da Pirandello 2009)
- Il capolavoro sconosciuto (da Balzac, 2011)
- La carne del marmo (2012)
- Call Me God (in collaborazione con Marius von Mayenburg, Albert Ostermaier e Rafael Spregelburd, 2012)
- Storia di Maria Vergine (da Pietro Aretino, 2014)
- Narcissus (2018)
- Le quattro morti di Pier Paolo Pasolini (2022)
- La magia dell'uovo (2023)
- Venezia - un pezzo faustiano (2023)